# Tolmerolestes brethesi
Tolmerolestes brethesi är en tvåvingeart som beskrevs av Gemignani 1936. Tolmerolestes brethesi ingår i släktet Tolmerolestes och familjen rovflugor. Inga underarter finns listade i Catalogue of Life.